# الشهابي (منبج)
الشهابي بلدة سوريّة تتبع إداريّاً لمحافظة حلب منطقة منبج ناحية مسكنة، بلغ تعداد سكانها 1,188 نسمة حسب التعداد السكاني لعام 2004.